# Campylium uninervium
Campylium uninervium är en bladmossart som beskrevs av C. Müller 1896. Campylium uninervium ingår i släktet spärrmossor, och familjen Amblystegiaceae. Inga underarter finns listade i Catalogue of Life.